# Gylling Præstegård
Gylling Præstegård i landsbyen Gylling i det tidligere Hads Herred, nu  Odder Kommune, fremstår i dag som den blev formet efter en ombygning i 1859. Den trelængede hovedbygning i bindingsværk der  oprindelig er fra 1720, blev sammen med udhuset og agerumsladen fredet i  1945 . 
Foran præstegården står en mindesten for  Otto Møller, der var elev af Grundtvig, og var præst i Gylling Sogn i næsten 45 år i slutningen af 1800-tallet.

## Eksterne kilder og henvisninger
1. ↑  Fredningssag

- bygningskultur.dk Arkiveret 5. april 2011 hos  Wayback Machine

55°53′26″N 10°9′55″Ø / 55.89056°N 10.16528°Ø